# Saint-Omer-Capelle
Saint-Omer-Capelle (niederländisch: Sint-Omaarskapel) ist eine französische Gemeinde mit 1.100 Einwohnern (Stand: 1. Januar 2022) im Département Pas-de-Calais in der Region Hauts-de-France. Sie gehört zum Arrondissement Calais und zum Kanton Marck (bis 2015: Kanton Audruicq).

## Geographie
Saint-Omer-Capelle liegt etwa 17 Kilometer ostsüdöstlich von Calais und etwa 22 Kilometer westsüdwestlich von Dünkirchen. Umgeben wird Saint-Omer-Capelle von den Nachbargemeinden Oye-Plage im Norden, Saint-Folquin im Osten, Audruicq im Süden sowie Vieille-Église im Westen.
Durch die Gemeinde führt die Autoroute A16.

## Demographie
| Bevölkerungsentwicklung   | Bevölkerungsentwicklung | Bevölkerungsentwicklung | Bevölkerungsentwicklung | Bevölkerungsentwicklung | Bevölkerungsentwicklung | Bevölkerungsentwicklung | Bevölkerungsentwicklung | Bevölkerungsentwicklung |
| ------------------------- | ----------------------- | ----------------------- | ----------------------- | ----------------------- | ----------------------- | ----------------------- | ----------------------- | ----------------------- |
| Jahr                      | 1962                    | 1968                    | 1975                    | 1982                    | 1990                    | 1999                    | 2006                    | 2013                    |
| Einwohner                 | 586                     | 538                     | 528                     | 698                     | 757                     | 835                     | 979                     | 1104                    |
| Quelle: Cassini und INSEE |                         |                         |                         |                         |                         |                         |                         |                         |

## Sehenswürdigkeiten

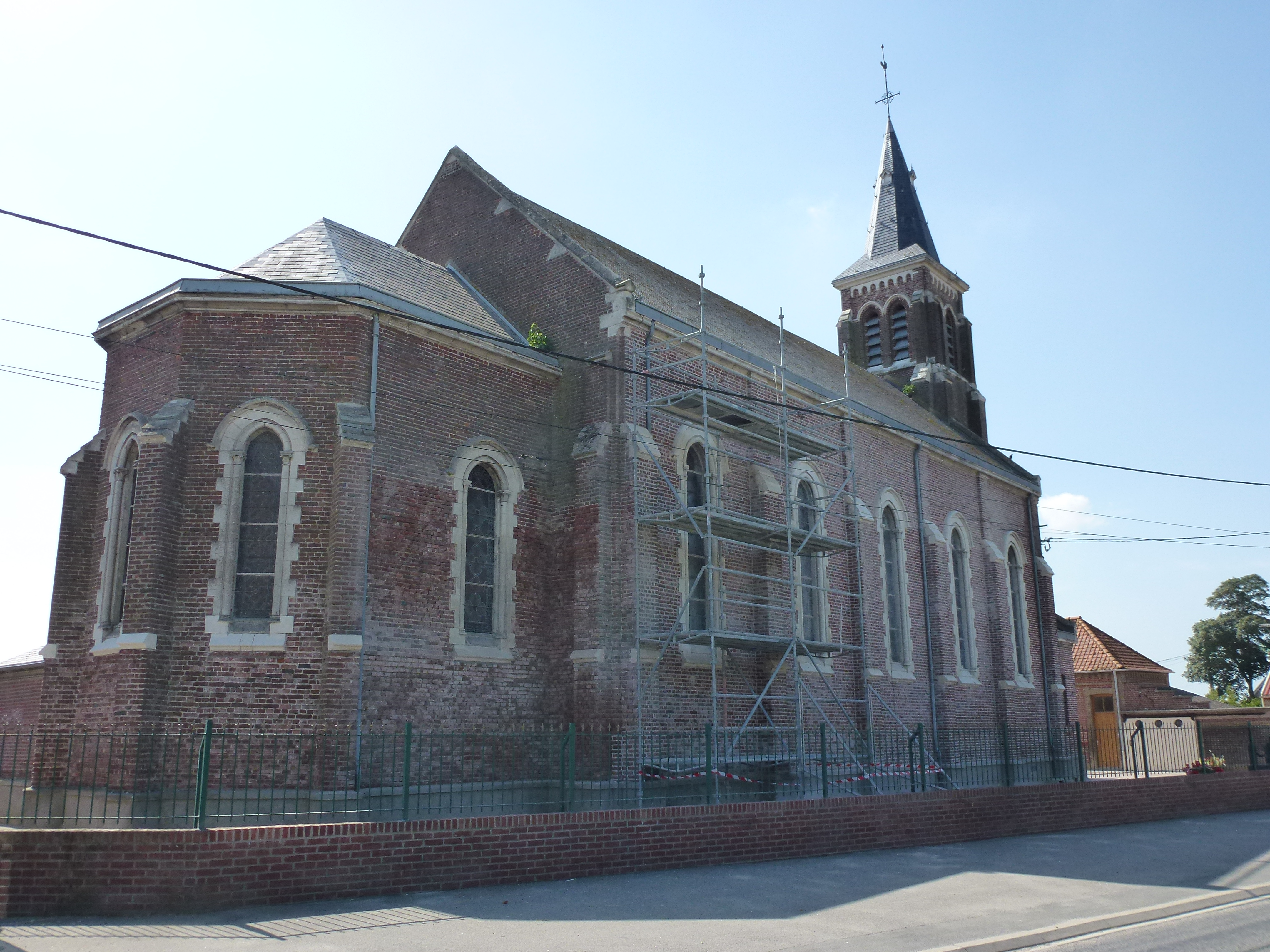
Kirche Saint-Omer

- Kirche Saint-Omer von 1879